# عبد المنعم رمضان
عبد المنعم رمضان (1951 -) هو كاتب وشاعر مصري ولد في القاهرة وتخرج في كلية التجارة بجامعة عين شمس، قسم إدارة الأعمال 1976، تفرغ للشعر بعد الاستقالة من الجهاز المركزي للتنظيم والإدارة، وبدأ ينشر شعره عام 1974، ومن دواوينه الشعرية: الحلم ظل الوقت، الحلم ظل المسافة، الغبار، قبل الماء.. فوق الحافة، لماذا أيها الماضى تنام في حديقتي، غريب على العائلة، بعيدا عن الكائنات، الحنين العاري، الهائم في البرية.
شارك في تأسيس جماعة «أصوات» السبعينية، ومن الجوائز التي حصل عليها جائزة المنتدى الثقافى اللبناني في باريس 1998، وجائزة كفافيس 2000.

## مؤلفات
دواوينه الشعرية:
- «الحنين العارى»، القاهرة: الهيئة المصرية العامة للكتاب، 2012، عدد الصفحات:196.[4]
- «متاهة الاسكافي»، دار الثقافة الجديدة، 2011، عدد الصفحات:138.[5]
- «الشهيق والزفير»، منشورات المتوسط، 2019، عدد الصفحات:248.[6]
- «الصعود إلى المنزل - أو انظر أيها الغريب»، القاهرة: الهيئة المصرية العامة للكتاب - دار الهلال، 2010، عدد الصفحات:262.
- «النشيد يليه بعيداً عن الكائنات»، دار النهضة العربية للطباعة والنشر والتوزيع، 2007، عدد الصفحات:156.[7]
- «غريب على العائلة»، الدار البيضاء: دار توبقال للنشر، 2020، عدد الصفحات:140.[8]
- «محمود درويش: مختارات»، مجلة إبداع، 2008، عدد الصفحات:120.[9]
- «لماذا أيها الماضي تنام في حديقتي»، القاهرة: الهيئة العامة لقصور الثقافة، 1995.[10]
- «الهجر ومتاهة الإسكافي»، 2009.[11]
- «قبل الماء فوق الحافة»، مركز المحروسة للنشر والخدمات الصحفية والمعلومات، 1994، عدد الصفحات:144.[12]
- «الشهيق والزفيز»، المجلس الأعلى للثقافة، 2003، عدد الصفحات:304.[13]
- «النشيد»، ميريت للنشر والمعلومات السلسلة: تجليات أدبية، 2003.[14]
- «الهائم في البرية»، دار العين للنشر، 2019، عدد الصفحات:157.[15]
- «بعيداً عن الكائنات»، دار المدى للطباعة والنشر والتوزيع، 2000، عدد الصفحات:90.[16]
- «الحلم ظل الوقت».
- «الحلم ظل المسافة» 1980.
- «الغبار» 1994.
- «فاتحة النشيد والتي يكون بعدها النشيد»، شعر، القاهرة: ميريت للنشر والمعلومات، 2002.[17]
- «بعيدا عن إيثاكا، قريبا من بابل»، 2019.[18]

## جوائز
حصل على جائزة المنتدى الثقافي اللبناني في باريس 1998 وجائزة كفافيس 2000.

## وصلات خارجية
- "عبد المنعم رمضان شاعر الغنائية التراجيدية واقعا وحلما". اندبندنت عربية. 20 أكتوبر 2020. مؤرشف من الأصل في 2023-10-01. اطلع عليه بتاريخ 2021-06-29.